# Frederick Roberts
El Mariscal de Camp Frederick Sleigh Roberts, 1r Comte Roberts, Bt, VC KG KP GCB OM GCSI GCIE KStJ PC (Cawnpore, 30 de setembre de 1832 – Saint-Omer, 14 de novembre de 1914) va ser un distingit militar britànic d'orígens indis, que s'anomenà a si mateix sempre com a anglo-irlandès, que va ser un dels comandants de més èxit durant l'època victoriana.

## Orígens

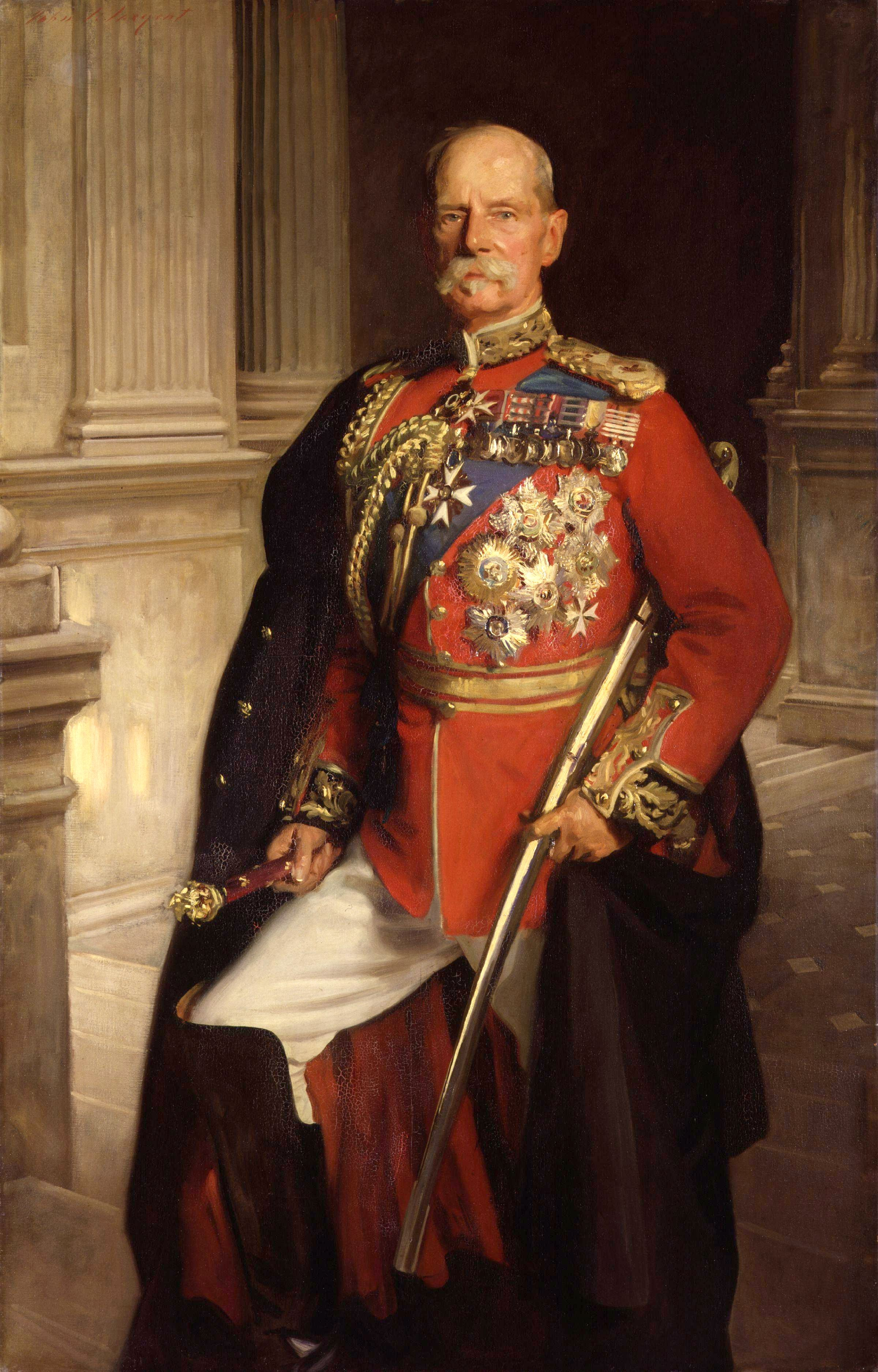
Lord Roberts, per John Singer Sargent

Nascut a Cawnpore (Índia) el 30 de setembre de 1832, Lord Roberts va ser el segon fill del general Sir Abraham Roberts, originari del comtat de Waterford al sud-est d'Irlanda. En aquells moments sir Abraham era el comandant del 1r Regiment Europeu de Bengala. Roberts va rebre el nom de Sleigh en honor del comandant de la guarnició, el Major General William Sleigh. La seva mare era Isabella Bunbury, nascuda a Edimburg i filla del major Abraham Bunbury, del comtat de Tipperary.
Roberts va estudiar a Eton, a Sandhurst i a l'Acadèmia Militar d'Addiscombe, abans d'entrar a l'exèrcit de la Companyia Britànica de les Índies Orientals com a tinent de segona amb l'artilleria bengalí el 12 de desembre de 1851.

## Revolta índia de 1857
Roberts va combatre a la revolta india, entrant en acció durant el setge i captura de Delhi i va estar present al relleu de Lucknow, on va ser destinat a l'estat major de Sir Colin Campbell, 1r Baró Clyde, comandant en cap de l'Índia. Al desembre de 1858 va ser condecorat amb la Creu Victòria per accions realitzades el 2 de gener a Khudaganj. Lord Roberts va casar-se amb Nora Henrietta Bews el 17 de maig de 1859, amb la que va tenir sis fills.

## Abissínia i Afganistan
Va ser transferit a l'Exèrcit britànic el 1862 i serví a les campanyes d'Ambela (1862) i a l'expedició a Abissínia de 1868; combatent lluità a la campanya Luxai (1871-72), pel qual va ser nomenat Company de l'Orde del Bany (CB). Sis anys després va ser promogut a Major General i va rebre el comandament de l'exèrcit de Kuram durant la Segona guerra angloafganesa, distingint-se prou per rebre l'agraïment del Parlament i la promoció a Cavaller Comandant de l'Orde del Bany (KCB). A l'albada d'aquest èxit va ser nomenat comandant de les forces de Kabul i Kandahar, comandant 10.000 homes per Afganistan per rellevar Kandahar.
Aconseguí capturar Kabul, tot derrotant Muhammad Yakub Khan, l'emir afganès. Pels seus serveis, Sir Frederick tornà a rebre l'agraïment del Parlament, i va rebre la Gran Creu de l'Orde del Bany (GCB) i va ser nomenat Company de l'Orde de l'Imperi Indi (CIE) el 1880, rebent el títol de baronet l'any següent.
Després d'un breu interval com a Governador de Natal i de Comandant en Cap de les tropes britàniques a Sud-àfrica, Roberts, que havia estat promogut a tinent general el 1883, va ser nomenat Comandant en Cap de l'Exèrcit de Madras, un càrrec que ocuparia 4 anys. El 1885 va ser nomenat Comandant en Cap de les tropes britàniques a l'Índia, i dos anys després va ser nomenat Cavaller Gran Comandant de l'Orde de l'Imperi Indi. Conseqüentment seria promogut a General el 1890, i el 1892 seria creat Baró Roberts de Kandahar a l'Afganistan i de la Ciutat de Waterford.
Després de renunciar al seu comandament indi i esdevenir Cavaller Gran Comandant de l'Orde de l'Estrella de l'Índia el 1893, Lord Roberts va ser traslladat dos anys després a Irlanda com a comandant en cap de les forces britàniques allà destinades, amb seu a l'Hospital Reial de Kilmainham. El 1895 va ser promogut a Mariscal de Camp i el 1897 rebé l'orde de Sant Patrici.

## Segona Guerra Bòer

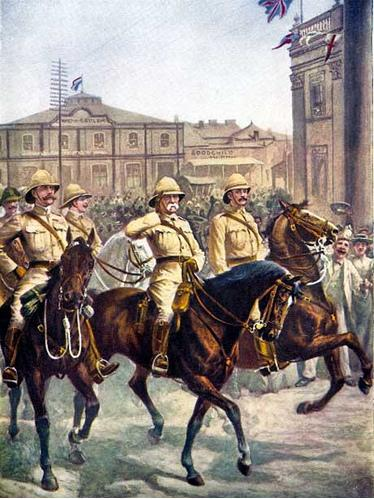
Lord Roberts entra a la ciutat de Kimberley (Sud-àfrica) seguint el relleu de la ciutat assetjada al febrer de 1900

Dos anys després, tornà a Sud-àfrica a bord del RMS Dunottar Castle, per comandar les tropes britàniques que lluitaven a la Segona Guerra Bòer, rellevant Kimberley i avançant cap a Pretòria. Després d'un any va ser succeït al comandament per Lord Kitchener, tornant a Anglaterra on rebria més honors: va ser fer cavaller de la Lligacama i creat Comte Roberts de Kandahar a l'Afganistan i de Pretòria a la Colònia de Transvaal i de la ciutat de Waterford, a més de Vescomte St Pierre.
Esdevingué coronel honorífic dels Guàrdies Irlandesos el 1900, nomenament que mantindria tota la resta de la seva vida, fent que el regiment guanyés el malnom de 'Our Bobs'. El 1902 va ser un dels primers membres de l'orde del Mèrit. També seria nomenat Cavaller de l'Orde de Sant Joan i rebé la Medalla de Servei de l'Orde de Sant Joan amb 3 barres.

## Darrers anys

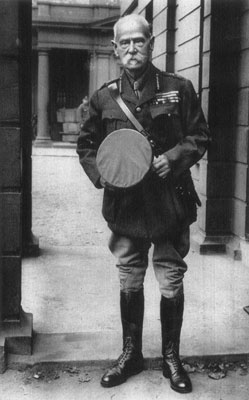
Lord Roberts al seu 82è aniversari

Lord Roberts serví com el darrer Comandant en Cap de les Forces durant 3 anys abans que s'abolís el càrrec el 1904, i durant els seus darrers 10 anys va rebre encara més honors, incloent nombrosos doctorats i la coronelia de la Reserva Nacional. Va ser president fundador de la Societat de Pelegrins el 1902. També advocà per introduir el reclutament a la Gran Bretanya (presidint la Lliga del Servei Nacional) per preparar-se per a una gran guerra europea.
Immediatament després de la seva tornada de la guerra Bòer, va dedicar-se a promoure l'entrenament massiu dels civils en les armes de foc mitjançant clubs de tir. Actualment a totes les targetes oficials de l'Associació Nacional del Rifle de Smallbore apareix un facsímil de la seva signatura.
Lord Roberts esdevingué vicepresident del Public Schools Alpine Sports Club el 1903. Clau en la història de l'esquí, la "Copa Roberts de Kandahar" va tenir lloc a Crans-Montana (Crans-sur-Sierre) 8 anys després, l'11 de gener de 1911, organitzat pel pioner dels esports d'hivern Arnold Lunn, amb els trofeus donats per Lord Roberts. El nom Kandahar encara s'empra avui per a les primeres curses del circuit de la Copa del Món.
Lord Roberts va morir d'una pneumònia a Saint Omer, França, mentre que visitava les tropes franceses que combatien a la Primera Guerra Mundial. Després que el seu taüt estigués a Westminster Hall (un dels dos no-reials que han tingut aquest privilegi al segle xx, l'altre va ser Sir Winston Churchill), va rebre un funeral d'estat.
Els seus fills van morir abans que ell, incloent a Frederick Hugh Sherston Roberts VC, que va morir en acció a la durant la Guerra Bòer. Roberts i el seu fill són un dels tres únics casos en què pare i fills han estat condecorats amb la Creu Victòria. Actualment, les seves creus estan exposades al National Army Museum. La seva baronia s'extingí, però la seva filla gran heretà el comtat i el vescomtat.
Roberts va viure a Englemere, a Ascot, a Berkshire. La seva herència va quedar fixada el 1915 en £77.304 (equivalent a £5,5 milions del 2011)

## Títols i honors
- Comte Roberts - 1900
- Baronet - 1881
- Creu Victòria – 1859
- Cavaller de la Lligacama - 1900
- Cavaller de Sant Patrici - 1897
- Gran Creu de l'Orde del Bany - 1880
  - Comandant de l'Orde del Bany – 1879
  - Company de l'Orde del Bany – 1875
- Orde del Mèrit - 1902
- Gran Cavaller Comandant de l'Orde de l'Estrella de l'Índia - 1893
- Cavaller Gran Comandant de l'Orde de l'Imperi Indi - 1887
  - Company de l'Orde de l'Imperi Indi - 1880
- Consell Privat de Sa Majestat - 1892
- Medalla del motí de l'Índia amb 3 barres
- Medalla del Servei General a l'Índia 1854-95 amb 3 barres
- Medalla de l'Afganistan amb 4 barres
- Medalla de la Reina de Sud-àfrica 1899-1902 amb 6 barres

## Referències

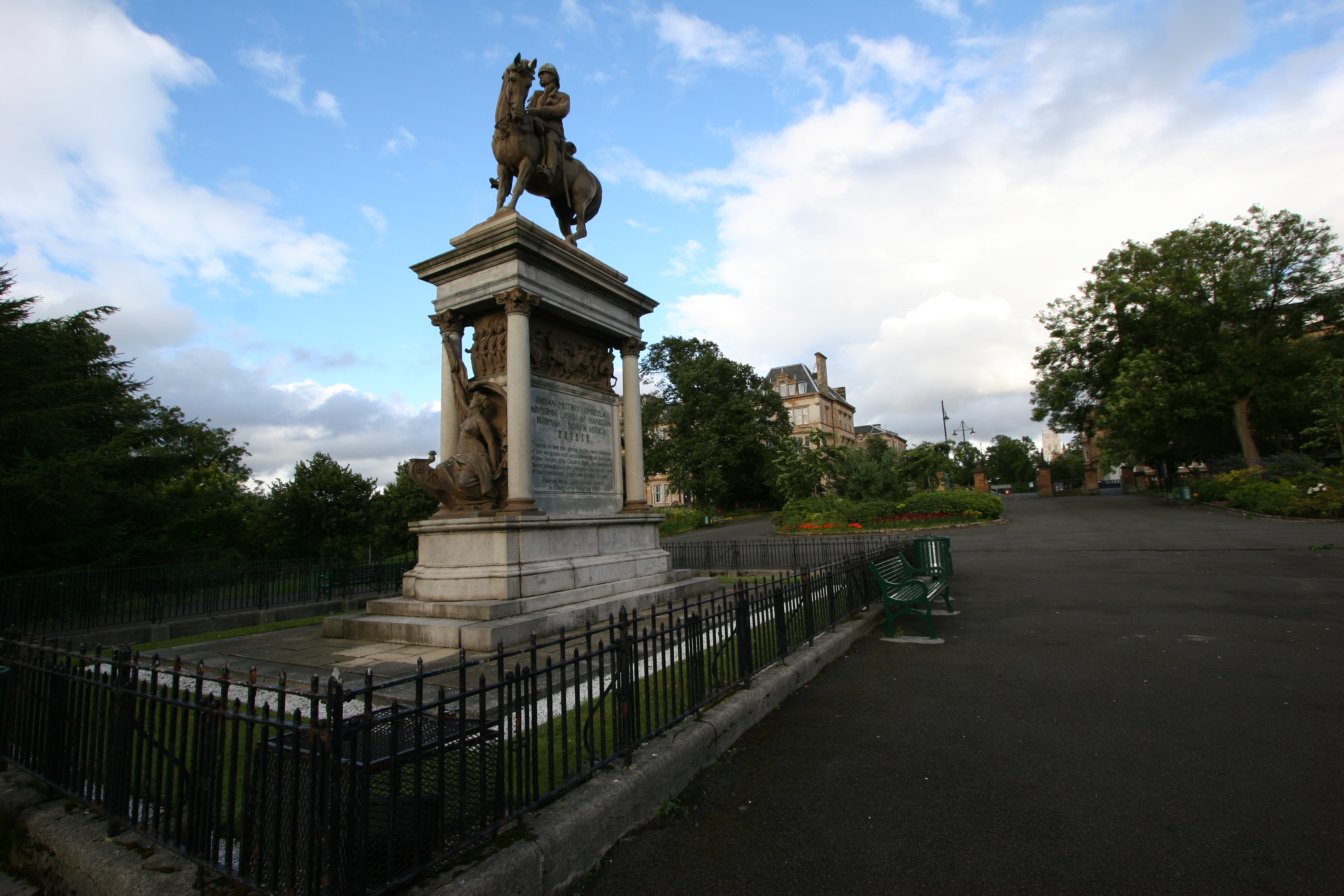
Monument a Frederick Roberts, 1r Comte Roberts, a Glasgow